# Acontia tinctilis
Acontia tinctilis là một loài bướm đêm trong họ Noctuidae.